# دموع الكرمة
دموع الكرمة (باليابانية: ぶどうのなみだ) فيلم ياباني من إخراج يوكيكو ميشيما، صدر في 4 أكتوبر 2014 في اليابان.

## القصة
قصة هادئة ذات أعماق عاطفية خفية تظهر ديناميكيات العلاقات العائلية والعلاقات بين الإصدقاء.
ترك “أو” بيته ضد رغبة عائلته ليمتهن الموسيقى، ولكنه يعود إلى مزرعة والده بعد أن يصاب بمرض يؤثر على سماعه. وهناك يبدأ أن يعمل بكل جهد ليزرع “الألماس الأسود” أو العنب المستخدم في صناعة نبيذ “بينو نوار”، بينما يستمر أخوه الأصغر، “روكو” في العناية بحقل القمح الذي ورثه عن والدهما. وذات يوم تظهر فتاه تدعى “إيريكا” عند مدخل المزرعة. “إيريكا” تحب الطبخ والنبيذ اللذيذ، ولكنها تخبئ سر دفين، وبشخصيتها المنطلقة تنعش حياة “أو” و”روكو” الرتيبة.
تقع أحداث الفيلم في منطقة “هوكّايدو” بشمال اليابان وقد تم تصوير الفيلم بالفعل في تلك المنطقة، تحديدًا في منطقة “سوراتشي” الجميلة. وتظهر منتجات “هوكّايدو” المحلية في الفيلم إذ ركزت مخرجة الفيلم على الفنون اليدوية والأدوات وخاصة المأكولات التي تتميز بها “هوكّايدو”. 

## الممثلون
- يو أويزومي بدور «أو».
- شوتا سوميتاني بدور «روكو».
- يوكو أندو بدور «إيريكا».

## روابط خارجية
- الموقع الرسمي
- دموع الكرمة على موقع قاعدة بيانات الفيلم (الإنجليزية)
- دموع الكرمة على موقع ليتربوكسد (الإنجليزية)